# Gerd Natschinski
Gerd Joachim Natschinski, né le 23 août 1928 à Chemnitz et mort le 4 août 2015 à Berlin, est un compositeur et chef d'orchestre allemand. Il est l'auteur de 13 pièces pour la scène, d'œuvres orchestrales et de musique pour environ 70 films, 400 chansons... Il est l'un des compositeurs les plus célèbres de la RDA.

## Biographie
Le père de Gerd Natschinskis a étudié la musique dans sa jeunesse, entre autres choses. Il a été l'élève du violoniste et pédagogue français Henri Marteau avant de faire carrière dans le commerce. En 1930, alors qu'il a deux ans, Gerd Natschinski et sa famille s'installent à Dresde. Il fréquente l'école primaire et le lycée municipal de Dresde-Neustadt. Pendant la Seconde Guerre mondiale, ses professeurs de musique sont mobilisés. Il est très malade pendant une longue période et doit interrompre sa formation. A 16 ans, il entre à la Flak, mais il est démobilisé avant la fin de la guerre, en raison de la maladie.
En 1945, Natschinski entre à la Hochschule für Musik Carl Maria von Weber de Dresde. Il fréquente les classes de Paul Kurzbach, Werner Hübschmann et Fritz Just, qu'il quitte selon la volonté de son père. Il déménage avec sa mère à Claußnitz, au nord de Chemnitz. Il y devient, en 1946, professeur de musique à la Claußnitzer Volkshochschule. Il continue à suivre, jusqu'en 1948, à Chemnitz, des leçons en théorie musicale, la composition et le piano.
Dès la fin de 1948, il dirige le grand orchestre de divertissement de la radio de Leipzig (Große Unterhaltungsorchester des Leipziger Rundfunks). Il donne des concerts et dirige régulièrement à la radio ses propres arrangements et compositions. De 1951 à 1953, il se perfectionne auprès de Hanns Eisler à Berlin et à partir de 1952, il est chef d'orchestre à la Berliner Rundfunk. 
Beaucoup de ses compositions sont très populaires et font l'objet de retransmission radiophonique et d'enregistrements : Zwei gute Freunde (avec Fred Frohberg, 1957), Damals (avec Bärbel Wachholz, 1959) ou Rom-ta-rom (avec Regina Thoss, 1971). En 1960, il  écrit l'opérette Messeschlager Gisela, suivie en 1964 par la première comédie musicale de la RDA, Mein Freund Bunbury d'après L'Importance d'être Constant d'Oscar Wilde et d'autres compositions avec les librettistes Jürgen Degenhardt et Helmut Bez. En outre, Natschinski compose également des chansons populaires pour les enfants et la jeunesse. De 1978 à 1981, il est directeur du Metropol-Theater de Berlin.
En 1969, il rejoint le Parti libéral-démocrate d'Allemagne (LDPD). De 1971 à 1981, il est député de la Chambre du peuple pour le LDPD.
Il est le père du musicien et compositeur Thomas Natschinski (né en 1947).

## Prix, récompenses, fonctions
Gerd Natschinski a reçu de nombreux prix internationaux et le Prix national de la République démocratique allemande (3e classe en 1961, 2e classe en 1974 et 1re classe en 1989). Il a également été :
- Vice-président de l'Association des compositeurs et des musiciens de la RDA (1977-1989);
- Président et en 2013 membre honoraire de la Dramatiker-Union;
- Membre honoraire du Conseil consultatif de la Fondation Franz Grothe.

## Œuvres principales

### Musique de film
- 1950 : Tierkinder
- 1952 : Blaue Wimpel im Sommerwind
- 1954 : Hexen
- 1954 : Carola Lamberti – Eine vom Zirkus
- 1955 : Junge Naturforscher
- 1956 : Das Stacheltier – Der weiche Artur
- 1957 : Mazurka der Liebe
- 1957 : Alter Kahn und junge Liebe
- 1958 : Meine Frau macht Musik
- 1958 : Klotz am Bein
- 1959 : Verwirrung der Liebe
- 1959 : Weißes Blut
- 1960 : Hochmut kommt vor dem Knall
- 1961 : Der Mann mit dem Objektiv
- 1962 : Revue um Mitternacht
- 1967 : Ein Lord am Alexanderplatz
- 1968 : Heißer Sommer (Film)|Heißer Sommer
- 1969 : Im Himmel ist doch Jahrmarkt
- 1970 : Hart am Wind
- 1971 : Der Mann, der nach der Oma kam
- 1978 : Hiev up
- 1980 : Komödianten-Emil

### Opérettes, comédies musicales,...
- Der Soldat der Königin von Madagaskar de Julian Tuwim (1959)
- Messeschlager Gisela, opérette en un prologue et 4 actes de Jo Schulz et Johannes Schulz (1960)
- Servus Peter, comédie musicale en 3 actes (1961)
- Mein Freund Bunbury, comédie musicale en 7 tableaux d'après Oscar Wilde, de Helmut Bez et Jürgen Degenhardt (1964)
- Terzett, comédie musicale de Helmut Bez et Jürgen Degenhardt (1974)
- Casanova, comédie musicale en 2 parties de Helmut Bez et Jürgen Degenhardt (1976)
- Das Dekameronical d'après le Décaméron de Giovanni Boccaccio (1979-82)
- Ein Fall für Sherlock Holmes, Pièce policière en 2 actes et un prologue (1982)
- Planet der Verliebten, d'après les motifs de Sterelmesek bolygója de Fekete Gyula (1984)
- Caballero, comédie musicale (1988)

## Sources de traduction
- (de) Cet article est partiellement ou en totalité issu de l’article de Wikipédia en allemand intitulé « Gerd Natschinski » (voir la liste des auteurs).